# Thermalia
Thermalia es un centro temático dedicado a la cultura del agua termal emplazado en Caldas de Montbuy, en la comarca del Vallés Oriental (Cataluña).
Thermalia presenta la historia de las aguas termales de la población, que brotan del suelo a 76 °C, y su incidencia y vinculación con la gente y su entorno. El museo está situado en un edificio de época medieval que hasta la década de 1970 hacía la función de hospital y servicio de baños termales. Forma parte de la Red de Museos Locales de la Diputación de Barcelona.
En 1994 se abrió al público el centro temático, que ofrece la exposición permanente "Efervescencia balnearia", que explica las relaciones sociales y comerciales que han tenido lugar alrededor de las aguas termales. También consta de una exposición permanente dedicada al escultor Manolo Hugué.